# 细胞因子诱导的杀伤细胞
细胞因子诱导的杀伤细胞（Cytokine-induced killer cells, CIK），又称细胞因子激活杀伤细胞，是一组T细胞-自然杀伤细胞（NK）样表型的适应免疫细胞混合体。医生通过向外周血单核细胞或脐带血单核细胞中注入干扰素-γ、抗CD3单克隆抗体、重组人体白细胞介素1族和2族等细胞因子诱导形成杀伤细胞。
通常情况下，免疫细胞通过识别呈递在受感染细胞表面的主要组织相容性复合体（MHC）而释放细胞因子，引发细胞裂解或细胞凋亡。然而，CIK细胞具备不受MHC分子限制的杀伤作用，能够识别未能呈递抗原或MHC的受感染细胞甚至恶性肿瘤细胞，并产生迅速及准确的免疫反应。而这些未能呈递的异常细胞不能被T细胞识别及清除。这一特殊能力，使得终末分化的CD3+CD56+ CIK细胞能够具备抗肿瘤细胞毒性，以对抗MHC限制性和非MHC限制性的癌症细胞的能力。该特征也使得CIK细胞成为治疗癌症及病毒感染的潜在治疗方法之一。

## 命名与历史
“细胞因子诱导的杀伤细胞”的命名，来源于终末分化的CIK细胞成熟必须通过细胞因子刺激。一些资料称其为“类似T细胞的自然杀伤细胞”，是因为其与自然杀伤细胞有密切关联。也有人主张将CIK细胞视为自然杀伤细胞的子类。
1991年，英戈·G·H·施密特-沃尔夫医生（G.H. Schmidt-Wolf）首次描述CIK细胞，并在1999年开始进行癌症临床实验。

## 机制
实验证明淋巴细胞在暴露于干扰素-γ、抗CD3抗体、白细胞介素-1和白细胞介素-2后，能够裂解新鲜的、非培养的癌症细胞（包括原发性和转移性癌细胞）。CIK细胞对这些淋巴因子（特别是白细胞介素-2）敏感，并能够裂解那些对NK细胞或LAK细胞活动产生抗性的肿瘤细胞。
通过抽取外周血或脐带血（比如简单的抽血），医师可以提取出外周血单核细胞或脐带血单核细胞。在一定时效期内，提取出来的细胞在体外暴露于干扰素-γ、抗CD3抗体、白细胞介素-1和白细胞介素-2中；这些细胞因子会强烈刺激CIK细胞的增殖和成熟。之后，成熟的CIK细胞将被回输给供体或其他异体。

## 功能
因为CIK细胞可以杀死自然杀伤细胞或LAK细胞无法裂解的细胞，所以具备独特的功能。
CIK细胞同时具备T细胞和NK细胞样表型特征，二者功能的独特组合，产生强有力而又广泛的不受MHC限制的抗肿瘤细胞毒性，具备广谱抗肿瘤效果。CIK细胞识别肿瘤的确切机制和其靶向杀伤作用尚不完全清楚。NK样细胞除了通过TCR/CD3，还通过细胞间接触依赖性的NKG2D、DNAM-1和NKp30介导来识别肿瘤。这些受体和细胞表面标志使CIK细胞能够消灭不呈递主要组织相容性复合体的细胞，这点可由CIK细胞能够裂解非免疫原性、异基和同系的肿瘤细胞证明。特别是实体肿瘤细胞和血液肿瘤细胞均呈递NKG2D配体，CIK细胞能够裂解带有该标记的癌细胞。此外CIK细胞能够特异地识别肿瘤细胞和受病毒感染的细胞，而不对健康细胞做出反应。
免疫调节性T细胞会抑制CIK细胞的功能。

## 癌症治疗的臨床試驗
CIK细胞与白细胞介素-2联合治疗癌症疗法，已经开始在小鼠和人体临床实验中进行，试验显示其毒性较低。
在大量的I期和II期臨床試驗中，自体和异体CIK细胞对不同肿瘤实体显示出广谱的高毒性潜力，且只有轻微副作用。在许多案例中，CIK细胞治疗完全缓解肿瘤，延长患者生存时间并改善生活质量，甚至在癌症晚期也如此。CIK细胞治疗的使用限制于临床研究，但这种治疗方法也可能在未来进入一线治疗。
2011年，独立机构国际CIK细胞临床实验目录（International registry on CIK cells，缩写IRCC）成立，该机构致力于收集使用CIK细胞的临床试验数据和后续分析，以描绘CIK细胞研究的最新状况，其主要侧重于评估CIK细胞治疗在临床试验中的效果和副作用。

## 发展及挑战
CIK细胞治疗仍处于临床实验阶段。在临床实验中，研究人员通过细胞因子—基因技术（例如白细胞介素-2），成功进行了体外细胞转染。CIK细胞经过基因改造，增殖率和细胞毒性显著增加。1999年，基因转染的CIK细胞首次用于已转移的癌症治疗，共有十例患者参加此次实验。开始有证据显示，CIK细胞与树突细胞相互作用，可以进一步提高抗肿瘤疗效；而二者联合培养更可减少调节性T细胞的数量，从而使CD3+CD56+细胞群体扩增。在体外研究显示，CIK细胞在对特定肿瘤抗原有特异性的嵌合抗原受体引导下，针对呈递这种抗原的肿瘤细胞的选择和激活能力有所增加。体外实验和体内实验还表明，CIK细胞与双特异性抗体（能同时与细胞毒性效应细胞和致病抗原结合的抗体）联合，活性比单独的CIK细胞要强。
然而，用于癌症治疗的CIK细胞临床实验很有限。最根本的问题在于，以这种方法培养的免疫细胞靶向性不强，CIK细胞无法躲过癌症的免疫抑制、预后效果有限；与此同时CAR-T（或联合使用）在实验中有更好的效果。尽管对于CIK细胞及其治疗方法在学术界存有争议，但在中国一些民营医院（莆田系）已经以高昂收费方式进行、部分省份已将未成熟的CIK治疗纳入医保范围，2016年4月爆发的魏则西事件更将CIK细胞及免疫治疗推到风口浪尖。